# Filles de Sant Josep
Les Filles de Sant Josep, també conegudes popularment com a monges butinyanes o josefines, són una congregació religiosa catòlica, institut de perfecció de l'Església catòlica, fundada el 1875 per Francesc Butinyà i Isabel de Maranges. Les germanes que en formen part posposen al seu nom les sigles F.S.J.

## Història
Enmig del procés d'industrialització de l'economia catalana i de la resta d'Europa, es va donar l'empobriment de les dones de les classes socials menys afavorides. Francesc Butinyà i Hospital era un prevere jesuïta que es va preocupar per les condicions de vida dels treballadors pobres i especialment de les dones. Volia, a més, que el treball a les indústries es pogués harmonitzar amb la vida cristiana i va pensar de fundar una congregació religiosa en col·laboració amb la bisbalenca Isabel de Maranges i Valls (1850-1922).
Butinyà i de Moranges van organitzar una comunitat amb quatre germanes a Calella: Maria Gri i Serra, Maria Comas i Suriñach, Dolors Ros i Rigau, i Dolors Roca i Sitjar, que començaren a viure en comunitat el 13 de febrer de 1875 i que continuava l'experiència que ell mateix havia iniciat a Salamanca un any abans amb fundar, amb Bonifacia Rodríguez Castro, la congregació religiosa de les Serventes de Sant Josep, amb objectius similars d'assistència a les dones. Les germanes es deien a si mateixes «treballadores cristianes» i van començar a viure com a religioses compaginant-ho amb el treball en un taller de mitges que van obrir. Hi treballaven altres joves que, així, aprenien un ofici.
Poc després va obrir un nou taller a Girona, l'1 d'agost de 1876, a la casa dels jesuïtes. El 1877, Maria Isabel Maranges va esdevenir la primera superiora general de les Filles de Sant Josep.

## Carisma, activitats i difusió
Francesc Butinyà es va inspirar en imitar Jesús, l'obrer de Natzaret que, encarnat, vivia al si de la seva família i treballava, dignificant així el treball. Per tant, el treball és el mitjà per arribar a la santificació. Les josefines volen arribar-hi lligant l'oració amb el treball, són religioses obreres i tenen com a patró Jesús Obrer.
La congregació de les Filles de Sant Josep està present a més de deu països: Angola, Argentina, Brasil, Colòmbia, Equador, Espanya, Estats Units, Guatemala, Mèxic, Paraguai, Uruguai, i s'estructura amb una cúria general, províncies (Catalunya, Castella, Amèrica Centre Nord, Amèrica del Sud), viceprovíncies (Brasil, Andes), delegacions (Angola) i comunitats. La cúria general és a Madrid i casa mare on reposen les restes mortals de Francesc Butinyà és a la ciutat de Girona